# Kevin Kratz
Kevin Kratz (Eschweiler, Renania del Norte-Westfalia, Alemania Occidental; 21 de enero de 1987) es un exfutbolista y entrenador alemán. Jugaba de centrocampista.
Tras su retiro en 2019, comenzó su carrera como entrenador en las inferiores del Atlanta United.

## Trayectoria

### Europa
Luego de pasar tres temporadas en el equipo reserva del Bayer 04 Leverkusen, Kratz se unió al Alemannia Aquisgrán de la 2. Bundesliga. Cuando el Aachen descendió en la temporada 2011-12, fue transferido al Eintracht Brunswick, donde logró la promoción a la Bundesliga en 2013. Al término de la Bundesliga 2013-14, Kratz fue transferido al SV Sandhausen.

### Philadelphia Union
En septiembre de 2016, Kratz fichó por el Philadelphia Union de la Major League Soccer de los Estados Unidos.

### Atlanta United FC
El 11 de diciembre de 2016, Philadelphia Union anunció el traspaso del jugador alemán al Atlanta United, a cambio del jugador de la cuarta ronda del MLS SuperDraft de 2020.
Luego de anotar dos goles de tiro libre, uno de estos el de la victoria sobre el Montreal Impact el 28 de abril de 2018, Kratz ganó el premio al Gol de la Semana de la MLS y fue parte del equipo de la MLS de la semana, ambos premios son de la semana 9 de la temporada 2018. El Atlanta liberó al jugador al término de la temporada 2019.

### Como entrenador
Tras su retiro en 2019, comenzó su carrera como entrenador en las inferiores del Atlanta United.

## Estadísticas
Actualizado al 6 de octubre de 2019.
| Bayer Leverkusen II · Alemania                                                           | 4.ª           | 2006-07       | 28  | 2  | -  | - | - | - | 28  | 2  |
| Bayer Leverkusen II · Alemania                                                           | 3.ª           | 2007-08       | 28  | 4  | 1  | 0 | - | - | 29  | 4  |
| Bayer Leverkusen II · Alemania                                                           | 4.ª           | 2008-09       | 33  | 6  | -  | - | - | - | 33  | 6  |
| Bayer Leverkusen II · Alemania                                                           | Total club    | Total club    | 89  | 12 | 1  | 0 | - | - | 90  | 12 |
| Alemannia Aachen · Alemania                                                              | 2.ª           | 2009-10       | 18  | 1  | 1  | 0 | - | - | 19  | 1  |
| Alemannia Aachen · Alemania                                                              | 2.ª           | 2010-11       | 30  | 2  | 4  | 0 | - | - | 34  | 2  |
| Alemannia Aachen · Alemania                                                              | 2.ª           | 2011-12       | 20  | 0  | 1  | 1 | - | - | 21  | 1  |
| Alemannia Aachen · Alemania                                                              | Total club    | Total club    | 68  | 3  | 6  | 1 | - | - | 74  | 4  |
| Eintracht Brunswick · Alemania                                                           | 2.ª           | 2012-13       | 18  | 0  | 1  | 2 | - | - | 19  | 2  |
| Eintracht Brunswick · Alemania                                                           | 1.ª           | 2013-14       | 14  | 1  | 1  | 0 | - | - | 15  | 1  |
| Eintracht Brunswick · Alemania                                                           | Total club    | Total club    | 32  | 1  | 2  | 2 | - | - | 34  | 3  |
| SV Sandhausen · Alemania                                                                 | 2.ª           | 2014-15       | 15  | 0  | 0  | 0 | - | - | 15  | 0  |
| SV Sandhausen · Alemania                                                                 | 2.ª           | 2015-16       | 7   | 0  | 1  | 0 | - | - | 8   | 0  |
| SV Sandhausen · Alemania                                                                 | Total club    | Total club    | 22  | 0  | 1  | 0 | - | - | 23  | 0  |
| Philadelphia Union Estados Unidos                                                        | 1.ª           | 2016          | 0   | 0  | 0  | 0 | - | - | 0   | 0  |
| Philadelphia Union Estados Unidos                                                        | Total club    | Total club    | 0   | 0  | 0  | 0 | - | - | 0   | 0  |
| Atlanta United Estados Unidos                                                            | 1.ª           | 2017          | 20  | 1  | 2  | 1 | - | - | 22  | 2  |
| Atlanta United Estados Unidos                                                            | 1.ª           | 2018          | 27  | 2  | 2  | 0 | 1 | 0 | 29  | 2  |
| Atlanta United Estados Unidos                                                            | 1.ª           | 2019          | 1   | 0  | 0  | 0 | 1 | 0 | 2   | 0  |
| Atlanta United Estados Unidos                                                            | Total club    | Total club    | 48  | 3  | 4  | 1 | 2 | 0 | 54  | 4  |
| Atlanta United 2 Estados Unidos                                                          | 2.ª           | 2018          | 2   | 0  | 0  | 0 | - | - | 2   | 0  |
| Atlanta United 2 Estados Unidos                                                          | 2.ª           | 2019          | 8   | 0  | 0  | 0 | 0 | 0 | 8   | 0  |
| Atlanta United 2 Estados Unidos                                                          | Total club    | Total club    | 10  | 0  | 0  | 0 | - | - | 10  | 0  |
| Total carrera                                                                            | Total carrera | Total carrera | 269 | 19 | 14 | 4 | 2 | 0 | 285 | 23 |
| (1) Incluye datos de los play offs de la Copa MLS y la Liga de Campeones de la Concacaf. |               |               |     |    |    |   |   |   |     |    |

## Palmarés

### Títulos nacionales
| Título      | Club           | País           | Año  |
| ----------- | -------------- | -------------- | ---- |
| Copa MLS    | Atlanta United | Estados Unidos | 2018 |
| US Open Cup | Atlanta United | Estados Unidos | 2019 |